# ブレビン・ナイト
ブレビン・ナイト（Brevin Adon Knight、1975年11月8日 - ）はアメリカ合衆国の元バスケットボール選手。ニュージャージー州リビングストン出身。NBA各チームで、控えポイントカードとして活躍した。身長178cm。体重77kg。ポジションはポイントガード。

## 経歴
1997年のNBAドラフトでクリーブランド・キャバリアーズから全体16位で指名されてNBA入り。最初の年はスティールでリーグ上位に名を連ね、オールルーキーファーストチームにも選出されたが、その後はあまり目立った活躍をすることが出来ず、多くのチームを渡り歩くことになる。アトランタ・ホークス、メンフィス・グリズリーズ、フェニックス・サンズ、ワシントン・ウィザーズ、ミルウォーキー・バックス、シャーロット・ボブキャッツなどでプレーした成績は試合平均7.6得点、6.5アシストであった。
ナイトがその評価を一変させたのは2004年にリーグに新加入したシャーロット・ボブキャッツにエクスパンション・ドラフトで移籍した最初の年である。経験とゲームメイクの能力を買われたナイトは新しいチームにフィットし、アシストを急増させる。実にキャリア8年目にして試合平均10.1得点、9アシスト、1.98スティールの好成績をマークし、その年シーズンMVPを獲得したスティーブ・ナッシュに次いでアシストランキング2位に顔を出した。
シャーロットでは3シーズンを過ごした後、2007年にウェーバーにかけられポイントガードが手薄なロサンゼルス・クリッパーズに2年契約で移籍する。
クリッパーズでは1シーズンを過ごした後、ジェイソン・ハートとのトレードでユタ・ジャズに移籍した。